# Apple A12 Bionic
Apple A12 Bionic（仿生）是苹果公司设计的64位元系統單晶片。这款SoC于2018年9月13日发布，是世界第一款量產出貨的7納米製程晶片。首先被搭载于iPhone XS、iPhone XS Max和iPhone XR中，随后被搭载于2019款iPad Air、iPad  mini與2020年發表的iPad中。

## 设计
Apple A12的晶片部分采用六核心CPU、四核心GPU及八核心神經網路引擎設計，由两颗代号为“旋风”（Vortex）的高性能核心与四颗代号为“暴风”（Tempest）的能效核心搭配而成。官方宣称其CPU处理性能较上一代A11 Bionic提升最高约15%，节能最高达40%。根据Geekbench 4提供的数据，A12 Bionic的CPU单核与多核性能提升较上一代A11 Bionic提升均约为15%，与官方宣传数据相符。
A12的電晶體數量為69億個，上一代A11 Bionic為43億個，增加了60%，但是處理器面積縮小了，A12的面積大約是83平方公釐，比A11的88平方公釐還要來得小，成為了蘋果9年來面積最小的A系列行動處理器，甚至面積大小只有A10 Fusion的三分之二。
A12使用了四核心图形处理器（GPU）设计，较上一代A11芯片增加了一个核心，图像处理性能提高了50%。

## 產品使用
- iPhone XS
- iPhone XS Max
- iPhone XR
- iPad mini (第五代)
- iPad Air (第三代)
- iPad (第八代)
- Apple TV 4K (第二代)